# NGC 2446
NGC 2446 је спирална галаксија у сазвежђу Рис која се налази на NGC листи објеката дубоког неба.
Деклинација објекта је + 54° 36' 42" а ректасцензија 7h 48m 39,2s. Привидна величина (магнитуда) објекта NGC 2446 износи 12,9 а фотографска магнитуда 13,7. Налази се на удаљености од 72,560 милиона парсека од Сунца. NGC 2446 је још познат и под ознакама UGC 4027, MCG 9-13-58, CGCG 262-30, IRAS 07446+5444, PGC 21860.